# Что было дальше?
«Что бы́ло да́льше?» — русскоязычное юмористическое интернет-шоу. Суть программы заключается в том, что четверо комиков слушают историю из жизни знаменитости и пытаются угадать её финал, при этом используются всякого рода подколы и нецензурная лексика, граничащие иногда с оскорблениями в адрес гостя.
29 марта 2023 года на YouTube-канале были скрыты все выпуски шоу и загружены в группу LABELCOM во «ВКонтакте».

## История шоу
Автор идеи шоу — Максим Морозов. Изначальное название шоу — «И тут произошло самое смешное». В качестве ведущего выступал Дмитрий Позов, а в качестве участников — актёры шоу «Импровизация» — Сергей Матвиенко, Арсений Попов и Антон Шастун, а также двукратные победители шоу «Comedy Баттл» — Тамби Масаев и Рустам Рептилоид. Шоу с первоначальным названием и составом не пошло в дальнейшее производство из-за творческих разногласий. Одним из гостей шоу был нынешний ведущий «Что было дальше?» — Нурлан Сабуров. Производством шоу занимался Максим Морозов для компании Medium Quality Production, владельцем которой является бывший генеральный продюсер телеканала ТНТ Вячеслав Дусмухаметов. Первыми приглашёнными резидентами шоу стали Тамби Масаев, также в качестве ведущего был приглашён Нурлан Сабуров, ещё позже Алексей Щербаков и Артур Чапарян в качестве участников. Перед полноценным созданием шоу в «Stand Up Store Moscow» было проведено несколько технических вечеринок, участники поняли, что получилось хорошо, и решили запустить шоу. В первых технических шоу приняли участие: Денис Косяков, Александр Шпак, Азамат Мусагалиев, Сергеич и другие. Как заявляет Сабуров, шоу на 100 % оригинальное и не имеет аналогов.
25 апреля 2019 года был выпущен первый выпуск шоу с участием Гарика Харламова и Мигеля. До 1 августа было выпущено 7 эпизодов, составивших первый сезон.
20 сентября 2019 года стартовал второй сезон шоу, первый эпизод которого вышел с участием Гарика Мартиросяна и Олега Майами. Во втором сезоне на замену Чапаряну пришёл участник «Открытого микрофона» и «Stand Up» на ТНТ — Сергей Детков. На вопрос про уход Артура из шоу Нурлан Сабуров в интервью шоу «вДудь» сообщил, что у него пропало желание быть участником.
18 декабря 2019 года команда шоу стала гостями проекта «Вечерний Ургант» на «Первом канале».
2 апреля 2020 года стартовал третий сезон шоу, гостями первого выпуска которого стали певица Лолита Милявская и журналист Юрий Дудь.
С 13 апреля 2020 года видоизменённые и цензурированные выпуски шоу выходили на телеканале ТНТ4.
В октябре 2020 года стало известно, что создатели шоу стали самыми высокооплачиваемыми видеоблогерами в России согласно подсчётам журнала Forbes. Авторы проекта с 1 сентября 2019 года по 31 августа 2020 года суммарно заработали на рекламе 3,55 миллиона долларов. Среди рекламодателей — «Газпром нефть» и Samsung.
19 декабря 2022 года компания VK купила студию Medium Quality.
29 марта 2023 года на YouTube-канале LABELCOM были скрыты все выпуски шоу и перезагружены в группу во «ВКонтакте».
Премьера седьмого сезона состоялась 1 апреля 2023 года на «VK Видео». Согласно Meduza, участники шоу получили совокупно порядка 500 миллионов рублей за три отснятых выпуска ЧБД для VK.
Вскоре после объявления о продаже Medium Quality Production, команда «Что было дальше?» начала работать с VK напрямую. В дальнейшем члены команды обвиняли Дусмухаметова в том, что тот «недоплачивал команде».

## Резиденты
Действующие
| Имя                  | Роль    | Период участия       | Период участия      |
| Имя                  | Роль    | Первое появление     | Последнее появление |
| -------------------- | ------- | -------------------- | ------------------- |
| Нурлан Сабуров       | Ведущий | 1.01 25 апреля 2019  | н. в.               |
| Алексей Щербаков     | Комик   | 1.01 25 апреля 2019  | н. в.               |
| Тамби Масаев         | Комик   | 1.01 25 апреля 2019  | н. в.               |
| Илья «Макар» Макаров | Комик   | 4.03 29 октября 2020 | н. в.               |
| Эмир Кашоков         | Комик   | 5.01 1 апреля 2021   | н. в.               |

Бывшие
| Имя                            | Роль  | Период участия        | Период участия        |
| Имя                            | Роль  | Первое появление      | Последнее появление   |
| ------------------------------ | ----- | --------------------- | --------------------- |
| Артур Чапарян                  | Комик | 1.01 25 апреля 2019   | 1.07 1 августа 2019   |
| Сергей Детков                  | Комик | 1.08 20 сентября 2019 | 4.01 17 сентября 2020 |
| Рустам «Рептилоид» Саидахмедов | Комик | 1.01 25 апреля 2019   | 4.07 14 января 2021   |

## Сезоны
| Сезон | Количество выпусков | Оригинальная дата показа | Оригинальная дата показа |
| Сезон | Количество выпусков | Премьера сезона          | Финал сезона             |
| ----- | ------------------- | ------------------------ | ------------------------ |
| 1     | 7                   | 25 апреля 2019           | 1 августа 2019           |
| 2     | 9                   | 20 сентября 2019         | 13 января 2020           |
| 3     | 8                   | 2 апреля 2020            | 3 сентября 2020          |
| 4     | 7                   | 17 сентября 2020         | 14 января 2021           |
| 5     | 7                   | 1 апреля 2021            | 5 августа 2021           |
| 6     | 7                   | 16 сентября 2021         | 13 января 2022           |
| 7     | 4                   | 1 апреля 2023            | 7 марта 2024             |
| 8     | 7                   | 30 сентября 2024         | —                        |

## Список эпизодов

### 1 сезон
| № в шоу | № в сезоне | Название                           | Приглашённые гости | Приглашённые гости | Приглашённые гости | Приглашённые гости | Дата премьеры  |
| № в шоу | № в сезоне | Название                           | Первый гость       | Второй гость       | Третий гость       | Четвёртый гость    | Дата премьеры  |
| ------- | ---------- | ---------------------------------- | ------------------ | ------------------ | ------------------ | ------------------ | -------------- |
| 1       | 1          | Гарик Харламов x Мигель            | Мигель             | Гарик Харламов     | —                  | —                  | 25 апреля 2019 |
| 2       | 2          | Баста x Прохор Шаляпин             | Прохор Шаляпин     | Баста              | —                  | —                  | 10 мая 2019    |
| 3       | 3          | Jah Khalib x Иосиф Пригожин        | Иосиф Пригожин     | Jah Khalib         | —                  | —                  | 23 мая 2019    |
| 4       | 4          | Николай Соболев x Тарзан           | Тарзан             | Николай Соболев    | —                  | —                  | 7 июня 2019    |
| 5       | 5          | Тимур Батрутдинов x Тимур Каргинов | Тимур Каргинов     | Тимур Батрутдинов  | —                  | —                  | 20 июня 2019   |
| 6       | 6          | Kyivstoner x Михаил Шац            | Kyivstoner         | Михаил Шац         | —                  | —                  | 11 июля 2019   |
| 7       | 7          | Крид x Азамат x Белый x Сергеич    | Азамат Мусагалиев  | Руслан Белый       | Егор Крид          | Сергей Кутергин    | 1 августа 2019 |

### 2 сезон
| № в шоу | № в сезоне | Название                                 | Приглашённые гости | Приглашённые гости | Приглашённые гости | Дата премьеры    |
| № в шоу | № в сезоне | Название                                 | Первый гость       | Второй гость       | Третий гость       | Дата премьеры    |
| ------- | ---------- | ---------------------------------------- | ------------------ | ------------------ | ------------------ | ---------------- |
| 8       | 1          | Гарик Мартиросян x Олег Майами           | Олег Майами        | Гарик Мартиросян   | —                  | 20 сентября 2019 |
| 9       | 2          | Стас Костюшкин x Семён Слепаков          | Стас Костюшкин     | Семён Слепаков     | —                  | 3 октября 2019   |
| 10      | 3          | Илья Соболев x Давидыч                   | Илья Соболев       | Эрик Давидович     | —                  | 17 октября 2019  |
| 11      | 4          | Александр Шпак x Сергей Минаев           | Александр Шпак     | Сергей Минаев      | —                  | 31 октября 2019  |
| 12      | 5          | Анатолий Цой x КраСава                   | Анатолий Цой       | Евгений Савин      | —                  | 14 ноября 2019   |
| 13      | 6          | Вадим Галыгин x Джиган                   | Вадим Галыгин      | Джиган             | —                  | 28 ноября 2019   |
| 14      | 7          | Моргенштерн x Артемий Лебедев            | Моргенштерн        | Артемий Лебедев    | —                  | 12 декабря 2019  |
| 15      | 8          | Шура x Азамат x Дмитрий Губерниев        | Шура               | Азамат Мусагалиев  | Дмитрий Губерниев  | 26 декабря 2019  |
| 16      | 9          | Мигель x Сарик Андреасян x Артур Чапарян | Мигель             | Сарик Андреасян    | Артур Чапарян      | 14 января 2020   |

### 3 сезон
| № в шоу | № в сезоне | Название                             | Приглашённые гости | Приглашённые гости | Дата премьеры   |
| № в шоу | № в сезоне | Название                             | Первый гость       | Второй гость       | Дата премьеры   |
| ------- | ---------- | ------------------------------------ | ------------------ | ------------------ | --------------- |
| 17      | 1          | Юрий Дудь x Лолита                   | Юрий Дудь          | Лолита             | 2 апреля 2020   |
| 18      | 2          | Незлобин x Вассерман                 | Александр Незлобин | Анатолий Вассерман | 23 апреля 2020  |
| 19      | 3          | Витя АК x Митя Фомин                 | Витя АК            | Митя Фомин         | 14 мая 2020     |
| 20      | 4          | Настя Ивлеева x Тимати               | Анастасия Ивлеева  | Тимати             | 18 июня 2020    |
| 21      | 5          | Джиган x Ваня Усович                 | Джиган             | Ваня Усович        | 9 июля 2020     |
| 22      | 6          | Антон Шастун x NILETTO               | Антон Шастун       | Niletto            | 30 июля 2020    |
| 23      | 7          | Доминик Джокер x Виталий Милонов     | Доминик Джокер     | Виталий Милонов    | 20 августа 2020 |
| 24      | 8          | Алексей Смирнов x Михаил Шуфутинский | Алексей Смирнов    | Михаил Шуфутинский | 3 сентября 2020 |

### 4 сезон
| № в шоу | № в сезоне | Название                                                                  | Приглашённые гости | Приглашённые гости | Приглашённые гости | Приглашённые гости | Приглашённые гости | Дата премьеры    |
| № в шоу | № в сезоне | Название                                                                  | Первый гость       | Второй гость       | Третий гость       | Четвёртый гость    | Пятый гость        | Дата премьеры    |
| ------- | ---------- | ------------------------------------------------------------------------- | ------------------ | ------------------ | ------------------ | ------------------ | ------------------ | ---------------- |
| 25      | 1          | HammAli & Navai x Братья Пономаренко                                      | HammAli & Navai    | Братья Пономаренко | —                  | —                  | —                  | 17 сентября 2020 |
| 26      | 2          | Богдан Титомир x Василий Уткин                                            | Богдан Титомир     | Василий Уткин      | —                  | —                  | —                  | 8 октября 2020   |
| 27      | 3          | Никита Джигурда x Павел Дедищев                                           | Никита Джигурда    | Павел Дедищев      | —                  | —                  | —                  | 29 октября 2020  |
| 28      | 4          | Слава Комиссаренко x Отар Кушанашвили                                     | Слава Комиссаренко | Отар Кушанашвили   | —                  | —                  | —                  | 19 ноября 2020   |
| 29      | 5          | Павел Деревянко x Денис Дорохов                                           | Павел Деревянко    | Денис Дорохов      | —                  | —                  | —                  | 10 декабря 2020  |
| 30      | 6          | Дмитрий Губерниев x Настя Ивлеева х Олег Майами х Гарик Харламов х Джиган | Дмитрий Губерниев  | Анастасия Ивлеева  | Олег Майами        | Гарик Харламов     | Джиган             | 31 декабря 2020  |
| 31      | 7          | Антон Лапенко x Александр Гудков                                          | Антон Лапенко      | Александр Гудков   | —                  | —                  | —                  | 14 января 2021   |

### 5 сезон
| № в шоу | № в сезоне | Название                            | Приглашённые гости | Приглашённые гости | Дата премьеры  |
| № в шоу | № в сезоне | Название                            | Первый гость       | Второй гость       | Дата премьеры  |
| ------- | ---------- | ----------------------------------- | ------------------ | ------------------ | -------------- |
| 32      | 1          | Павел Воля x Сергей Детков          | Павел Воля         | Сергей Детков      | 1 апреля 2021  |
| 33      | 2          | Даня Милохин x Иван Абрамов         | Даня Милохин       | Иван Абрамов       | 22 апреля 2021 |
| 34      | 3          | Евгений Чебатков x Big Russian Boss | Евгений Чебатков   | Big Russian Boss   | 20 мая 2021    |
| 35      | 4          | Михаил Галустян x Григорий Лепс     | Михаил Галустян    | Григорий Лепс      | 3 июня 2021    |
| 36      | 5          | Иван Дорн x Заур Байцаев            | Иван Дорн          | Заур Байцаев       | 24 июня 2021   |
| 37      | 6          | Гурам Амарян x Демис Карибидис      | Гурам Амарян       | Демис Карибидис    | 16 июля 2021   |
| 38      | 7          | Юрий Лоза x Андрей Бебуришвили      | Юрий Лоза          | Андрей Бебуришвили | 5 августа 2021 |

### 6 сезон
| № в шоу | № в сезоне | Название                                                                       | Приглашённые гости  | Приглашённые гости    | Приглашённые гости | Приглашённые гости | Приглашённые гости | Дата премьеры    |
| № в шоу | № в сезоне | Название                                                                       | Первый гость        | Второй гость          | Третий гость       | Четвёртый гость    | Пятый гость        | Дата премьеры    |
| ------- | ---------- | ------------------------------------------------------------------------------ | ------------------- | --------------------- | ------------------ | ------------------ | ------------------ | ---------------- |
| 39      | 1          | Моргенштерн x Егор Крид                                                        | Моргенштерн         | Егор Крид             | —                  | —                  | —                  | 16 сентября 2021 |
| 40      | 2          | Евгений Понасенков x Александр Емельяненко                                     | Евгений Понасенков  | Александр Емельяненко | —                  | —                  | —                  | 7 октября 2021   |
| 41      | 3          | DAVA x Паша Техник                                                             | DAVA                | Паша Техник           | —                  | —                  | —                  | 28 октября 2021  |
| 42      | 4          | Амиран Сардаров x Расул Чабдаров                                               | Амиран Сардаров     | Расул Чабдаров        | —                  | —                  | —                  | 2 декабря 2021   |
| 43      | 5          | Александр Ревва x Сергей Орлов                                                 | Александр Ревва     | Сергей Орлов          | —                  | —                  | —                  | 17 декабря 2021  |
| 44      | 6          | Рустам Рептилоид х Богдан Титомир х Азамат Мусагалиев х Денис Дорохов х Джиган | Рустам Саидахмедов  | Богдан Титомир        | Азамат Мусагалиев  | Денис Дорохов      | Джиган             | 31 декабря 2021  |
| 45      | 7          | Анастасия Волочкова x Владимир Винокур                                         | Анастасия Волочкова | Владимир Винокур      | —                  | —                  | —                  | 13 января 2022   |

### 7 сезон
| № в шоу | № в сезоне | Название                                               | Приглашённые гости | Приглашённые гости | Приглашённые гости | Приглашённые гости | Дата премьеры   |
| № в шоу | № в сезоне | Название                                               | Первый гость       | Второй гость       | Третий гость       | Четвертый Гость    | Дата премьеры   |
| ------- | ---------- | ------------------------------------------------------ | ------------------ | ------------------ | ------------------ | ------------------ | --------------- |
| 46      | 1          | Богдан Лисевский х Хасбик                              | Богдан Лисевский   | Хасбик             | —                  | —                  | 1 апреля 2023   |
| 47      | 2          | Стас Ярушин x Гуф                                      | Стас Ярушин        | Гуф                | —                  | —                  | 4 октября 2023  |
| 48      | 3          | Бустер x Сергей Орлов x Виктория Боня x Виктор Логинов | Бустер             | Сергей Орлов       | Виктория Боня      | Виктор Логинов     | 31 декабря 2023 |
| 49      | 4          | НЕ ВОШЕДШЕЕ 2023                                       | Филипп Киркоров    | —                  | —                  | —                  | 7 марта 2024    |

### 8 сезон
| № в шоу | № в сезоне | Название                                          | Приглашённые гости | Приглашённые гости           | Приглашённые гости | Дата премьеры    |
| № в шоу | № в сезоне | Название                                          | Первый гость       | Второй гость                 | Третий гость       | Дата премьеры    |
| ------- | ---------- | ------------------------------------------------- | ------------------ | ---------------------------- | ------------------ | ---------------- |
| 50      | 1          | Рузиль Минекаев х Алексей Чумаков х Саша Петросян | Рузиль Минекаев    | Алексей Чумаков              | Саша Петросян      | 30 сентября 2024 |
| 51      | 2          | Mia Boyka x Карен Акопян                          | Mia Boyka          | Карен Акопян                 | —                  | 1 ноября 2024    |
| 52      | 3          | Никита Кологривый х Леонид Якубович               | Никита Кологривый  | Леонид Якубович              | —                  | 29 ноября 2024   |
| 53      | 4          | Александр Зубарев х Артем Дзюба х Леонид Слуцкий  | Александр Зубарев  | Артем Дзюба х Леонид Слуцкий | МС Ураган          | 31 декабря 2024  |
| 54      | 5          | Скриптонит х Александр Друзь                      | Скриптонит         | Александр Друзь              | —                  | 28 апреля 2025   |
| 55      | 6          | The Limba x Любовь Успенская                      | The Limba          | Любовь Успенская             | —                  | 27 мая 2025      |
| 56      | 7          | INSTASAMKA x MONEYKEN x Александр Волков          | Александр Волков   | INSTASAMKA x MONEYKEN        | —                  | 26 июня 2025     |